# Edicto de Turda

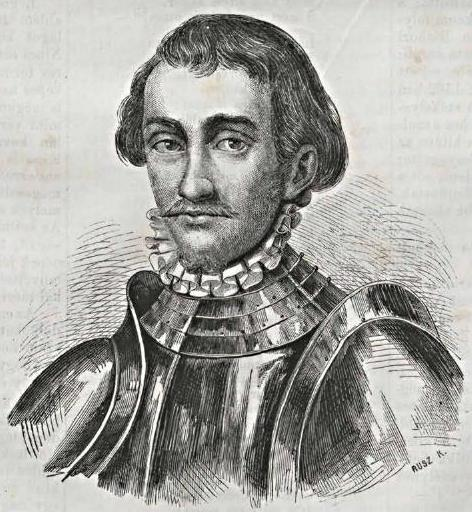
Juan Segismundo Szapolyai, Príncipe de Transilvania (1541-1571)

El Edicto de Torda (en rumano: Turda) fue dictado por la Dieta del Principado de Transilvania reunida en esta ciudad en 1568 por iniciativa de Juan Segismundo Szapolyai y Ferenc Dávid. Está considerado como el primer edicto de tolerancia religiosa de la Historia moderna de Europa.

## Antecedentes históricos
La intolerancia religiosa marcó toda la Edad Media, pero encontró un renovado fervor en el siglo XVI tras desencadenarse la Reforma protestante. Las divisiones por motivos de religión avivó guerras en varios reinos europeos. Se calcula que entre 1520 y 1565 unas tres mil personas fueron ejecutadas por herejía.

## La Reforma en Transilvania
Desde la batalla de Mohács (1526), en la que el ejército húngaro fue prácticamente aniquilado y donde el propio rey Luis II encontró la muerte, el Principado de Transilvania se convirtió en el último reducto de la soberanía húngara mientras el resto del país era ocupado por las fuerzas del Imperio otomano. El principado se convirtió en un protectorado turco que mantuvo una precaria independencia durante el resto del siglo XVI y XVII.
La debilidad institucional del estado transilvano y las intensas relaciones existentes entre la comunidad de origen germánico que residía en territorio de Transilvania desde el siglo XII (los así llamados sajones) y los estados alemanes favorecieron la entrada del luteranismo y su propagación de forma relativamente rápida y sin oposición. Posteriormente fue el calvinismo el que irrumpió también de manera generalizada, extendiéndose entre amplios sectores de población e incluso en áreas del territorio húngaro ocupadas por los otomanos. Los católicos cedieron muchas de sus iglesias y propiedades y muchos huyeron a Austria. Sólo quedaron minorías significativas de fieles católicos en los dominios de tres familias nobles, entre ellas particularmente los Báthory.
La Dieta, asamblea que agrupaba a los nobles transilvanos, que solía reunirse (aunque no siempre) en la ciudad de Torda, dio su aprobación a sendos decretos en los años 1557 y 1563 que garantizaban la libertad religiosa de luteranos y calvinistas respectivamente (además de a la Iglesia Católica). En opinión de Mihály Balázs, estos edictos no eran más que un reconocimiento de la creciente pluralidad religiosa del país y, dada su frágil situación tanto interna como internacional, procuraban evitar peligrosos disturbios por motivos de religión. También eran una expresión del equilibrio de fuerzas entre los nobles que componían dichas asambleas.

## La controversia sobre la Trinidad
En 1559, Juan Segismundo Szapolyai, hijo de Juan Szapolyai, asumió el poder efectivo en Transilvania. Juan Segismundo tenía un profundo interés en las cuestiones religiosas y veía que su país se encontraba dividido, por lo que puso en marcha una serie de debates teológicos. Con la llegada a la corte en 1563 del médico italiano Giorgio Blandrata (o Biandrata), que había colaborado de forma determinante en la consolidación de la llamada Iglesia Reformada Menor, conocida más tarde como los (Hermanos Polacos), apareció una corriente adicional en la creciente diversidad religiosa transilvana: los antitrinitarios, que encontraban su inspiración en las doctrinas proclamadas inicialmente por el médico y teólogo heterodoxo aragonés Miguel Servet, y que Blandrata probablemente había conocido durante su estancia en Ginebra. 
Blandrata consiguió atraer a su causa a Ferenc Dávid dirigente de la Iglesia calvinista y predicador de la corte. Ambos publicaron el libro: De falsa et vera unius Dei Patris, Filii et Spiritus Sancti cognitione, obra que realizaba un análisis histórico de los personajes que habían rehusado creer en la Trinidad y ridiculizaba las creencias trinitarias. Dado que Blandrata era extranjero en Transilvania y desconocía el húngaro, Dávid fue el encargado de defender las posturas antitrinitarias contra sus antiguos correligionarios calvinistas.

## La Dieta de 1568
Los debates religiosos organizados por el príncipe no aportaron un claro ganador y cada facción se proclamaba vencedora de cada una de las sesiones, pero Juan II Segismundo estaba cada vez más influido por Dávid y Blandrata, que formaban parte de su Corte y tenían fácil acceso a su persona. El 6 de enero de 1568 se volvió a reunir la Dieta en la ciudad de Torda, como ya había hecho con regularidad en el pasado, y la nueva situación religiosa, con la pujanza de los antitrinitarios que contaban con el apoyo real, se situó rápidamente en el centro del debate. En las sesiones de la Dieta, Ferenc Dávid hizo una apasionada defensa del principio de tolerancia religiosa. Por su parte Péter Melius, cabeza de la Iglesia Reformada Trasilvana y defensor de la Trinidad junto con sus seguidores expusieron sus argumentos basados en la teología ortodoxa.
El día 13 de ese mismo mes, la asamblea confirmó los Edictos de Tolerancia anteriores ampliándolos de forma genérica a la libertad de predicación en el reino. En este sentido, el Edicto de Torda de 1568 destaca especialmente por no citar, en su redacción original, las confesiones religiosas amparadas por el edicto, por lo que la plena libertad de predicación quedaba garantizada por vez primera en la historia moderna de Europa y en unos términos que superaban incluso los del posterior, y más conocido, Edicto de Nantes en Francia.

### Texto del Edicto de Torda
Esta es la traducción del texto del Edicto de 1568, que ha sido llamado "la primera legislación de cualquier país que garantiza la libertad religiosa" en la historia moderna de Europa.

Nuestra Real Majestad, según decidió en los debates mantenidos anteriormente en su país sobre asuntos de religión, confirma junto con esta Dieta que todo orador predicará el evangelio según su propia concepción, en cualquier lugar si esa comunidad está dispuesta a aceptarlo o, en caso contrario, nadie deberá forzarlo sólo porque su alma no se sienta satisfecha con él. Y nadie, ni dirigentes religiosos ni otros, podrá causar daño a un predicador por esta o por las anteriores constituciones; nadie podrá ser acusado a causa de su religión. Nadie tendrá permiso para amenazar a otros con prisión ni privar a nadie de su cargo a causa de su confesión: porque la fe es el don de Dios y procede de la escucha, y la escucha es por la palabra de Dios.

Aspectos a resaltar del texto:
- El Edicto está orientado a la libertad de predicación ("todo orador predicará el evangelio según su propia concepción")

- La autoridad última descansa en la comunidad de creyentes ("si esa comunidad está dispuesta a aceptarlo")

- Se elimina la inculpación por motivos de religión y se condena toda agresión por motivos religiosos, dentro de las religiones amparadas por este Edicto y los que lo precedieron

- La última frase del Edicto es una cita de una carta de San Pablo, Romanos 10:17.

## Limitaciones al Edicto de 1568
La misma inconcreción del texto sobre las doctrinas que podían predicarse fue la causa de que el Edicto de 1568 empezase a ser limitado en su alcance en años posteriores. Las religiones representadas en la Dieta, y particularmente los partidarios de Ferenc Dávid, temían que un suceso político imprevisto, como la muerte o deposición de su protector, el príncipe Juan Segismundo, supusiera un cambio en la política de tolerancia que hasta entonces les había favorecido. En la reunión de la Dieta convocada en Tirgu Mures (Marosvásárhely en húngaro) del 6 al 14 de enero de 1571, se dispuso que las iglesias amparadas por el Edicto eran la católica, luterana, calvinista y la religión de Ferenc Dávid, que aún carecía de nombre específico y que hasta principios del siglo XVII no sería conocida como unitaria. La iglesia ortodoxa, que era la religión de la mayoría de súbditos rumanos, no fue incluida al no contar con representantes entre la nobleza presente en la Dieta.
Tras la muerte de Juan Segismundo el 14 de marzo de ese mismo año, ascendió al poder Esteban I Báthory, sucedido en 1575 por su hermano Cristóbal. Bajo el gobierno de la familia Báthory, de confesión católica, se acentuaron las medidas restrictivas en materia de tolerancia religiosa. En la Dieta reunida en Torda en 1572 se aprobó una ley que prohibía la innovación en cuestiones doctrinales. Esta ley tuvo fatales consecuencias para Ferenc Dávid, quien había comenzado a predicar la no adoración a Jesús, al considerarlo no divino, mientras que las plegarias sólo podían elevarse a Dios mismo. Esta doctrina fue considerada como innovadora y Ferenc Dávid fue condenado a prisión y encerrado en la fortaleza de Deva, donde murió en noviembre de 1579. Así pues, el máximo defensor del Edicto de Torda de 1568 acabó siendo víctima de las restricciones impuestas posteriormente al mismo.
- Datos: Q4992328
- Multimedia: Edict of Torda / Q4992328